# Anthurium unense
Anthurium unense är en kallaväxtart som beskrevs av Marcus A. Nadruz och Eduardo Luis Martins Catharino. Anthurium unense ingår i släktet Anthurium och familjen kallaväxter. Inga underarter finns listade.